# Cássia (Itália)
Cássia (em italiano Cascia) é uma comuna italiana da região da Úmbria, província de Perúgia, com cerca de 3.250 habitantes. Estende-se por uma área de 180 km², tendo uma densidade populacional de 18 hab/km². Faz fronteira com Cerreto di Spoleto, Cittareale (RI), Leonessa (RI), Monteleone di Spoleto, Nórcia, Poggiodomo.

## Demografia
| Variação demográfica do município entre 1861 e 2011                               |
|                                                                                   |
| Fonte: Istituto Nazionale di Statistica (ISTAT) - Elaboração gráfica da Wikipedia |